# Francesca Devetag
Francesca Devetag (née le 13 novembre 1986 à Gorizia) est une joueuse italienne de volley-ball. Elle mesure 1,86 m et joue au poste de centrale.

## Clubs
| Club                     | Pays   | De        | À         |
| ------------------------ | ------ | --------- | --------- |
| Pallavolo Lucinico       | Italie | 2001-2002 | 2001-2002 |
| Club Italia              | Italie | 2002-2003 | 2003-2004 |
| Volley 2002 Forlì        | Italie | 2004-2005 | 2004-2005 |
| Pallavolo Manzano        | Italie | 2005-2006 | 2005-2006 |
| Sassuolo Volley          | Italie | 2006-2007 | 2007-2008 |
| Minetti Infoplus Vicenza | Italie | 2008-2009 | 2008-2009 |
| Monte Schiavo Jesi       | Italie | 2009-2010 | 2009-2010 |
| Universal Volley Modena  | Italie | 2010-2011 | 2010-2011 |
| Crema Volley             | Italie | 2011-2012 | 2011-2012 |
| Volley Bergamo           | Italie | 2012-2013 | 2012-2013 |
| Minerva Volley Pavia     | Italie | 2013-2014 | …         |